# Marie von Sachsen-Weimar-Eisenach (1849–1922)

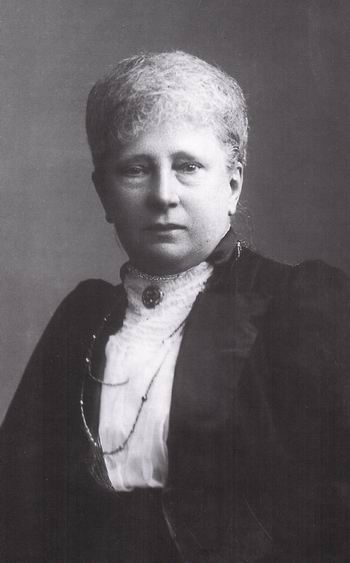
Marie von Sachsen-Weimar-Eisenach, Prinzessin Reuß zu Köstritz

Marie Anna Alexandrine Sophie Auguste Helene von Sachsen-Weimar-Eisenach (* 20. Januar 1849 in Weimar; † 6. Mai 1922 in Trebschen) war Prinzessin von Sachsen-Weimar-Eisenach und Herzogin zu Sachsen sowie durch Heirat Prinzessin Reuß zu Köstritz.

## Leben
Marie war die älteste Tochter des Großherzogs Carl Alexander von Sachsen-Weimar-Eisenach (1818–1901) aus dessen Ehe mit Prinzessin Sophie (1824–1897), Tochter des Königs Wilhelm II. der Niederlande.
Sie heiratete am 6. Februar 1876 in Weimar Prinz Heinrich VII. Reuß zu Köstritz (1825–1906). Das Paar wurde im Familienkreis „Zitta“ und „Septi“ genannt. Nach dem Tod König Wilhelms III. der Niederlande stand Marie, als Tochter der Prinzessin Sophie der Niederlande, nahe am niederländischen Thron.
Marie und Heinrich waren große Förderer des Komponisten Bernhard Stavenhagen, mit dessen Gemahlin Agnes Stavenhagen Prinzessin Marie eng befreundet war.
Prinz Heinrich war von 1878 bis 1894 Botschafter des Deutschen Reichs in Wien. Nach seiner Absetzung besuchte der immer noch hochpopuläre Otto von Bismarck hier 1892 die Hochzeit seines Sohnes Herbert. Reichskanzler Leo von Caprivi hatte den Botschafter schriftlich angewiesen dieses Ereignis zu ignorieren. Marie suchte ohne Wissen ihres Mannes Bismarck in Wien persönlich auf und hinterbrachte ihm den Inhalt der Anweisung Caprivis, die sie auch noch der Allgemeinen Zeitung zuspielte.
1902 beauftragte sie den Zwickauer Architekten Max Schündler mit dem Bau eines Sanatoriums in Trebschen. Mit der Inneneinrichtung wurde der belgische Architekt Henry van de Velde betraut.

## Nachkommen
Aus ihrer Ehe hatte Marie folgende Kinder:
- Sohn (*/† 1877)
- Heinrich XXXII. Reuß zu Köstritz (1878–1935)

⚭ 1920 (gesch. 1921) Prinzessin Marie Adelheid zur Lippe (1895–1993)
- Heinrich XXXIII. (1879–1942)

⚭ 1. 1913 (gesch. 1922) Prinzessin Viktoria Margarete von Preußen (1890–1923)
⚭ 2. 1929 (gesch. 1935) Allene Tew (1876–1955)
- Johanna (1882–1883)
- Sophie Renate (1884–1968)

⚭ 1909 Prinz Heinrich XXXIV. Reuß (1887–1956)
- Heinrich XXXV. (1887–1936)

⚭ 1. 1911 (gesch. 1921) Prinzessin Marie von Sachsen-Altenburg (1888–1947)
⚭ 2. 1921 (gesch. 1923) Prinzessin Marie Adelheid zur Lippe (1895–1993)